# مونته‌بلو ایونیکو
مونته‌بلو ایونیکو (به ایتالیایی: Montebello Jonico) یک کومونه در ایتالیا است که در استان رجو کالابریا واقع شده‌است. مونته‌بلو ایونیکو ۵۵٫۷ کیلومترمربع مساحت و ۶٬۴۹۹ نفر جمعیت دارد و ۴۲۵ متر بالاتر از سطح دریا واقع شده.